# Štamberk a kamenné moře
Štamberk a kamenné moře je přírodní rezervace poblíž obce Lhotka v okrese Jihlava v nadmořské výšce 610–717 metrů. Oblast spravuje Krajský úřad Kraje Vysočina. Důvodem ochrany je zachování původních lesních porostů Jihlavských vrchů a význačné geologické památky.

## Galerie

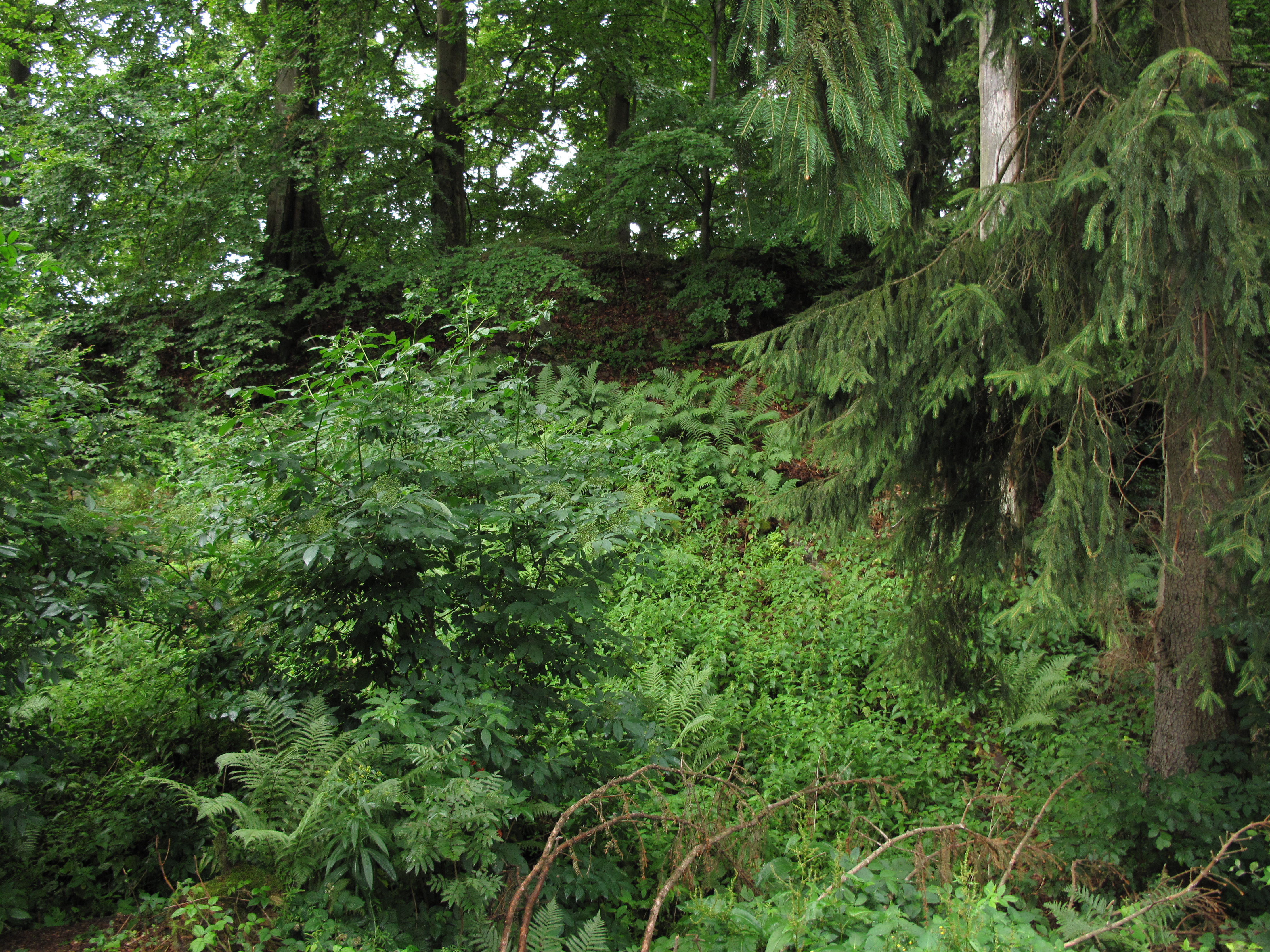
Vegetace
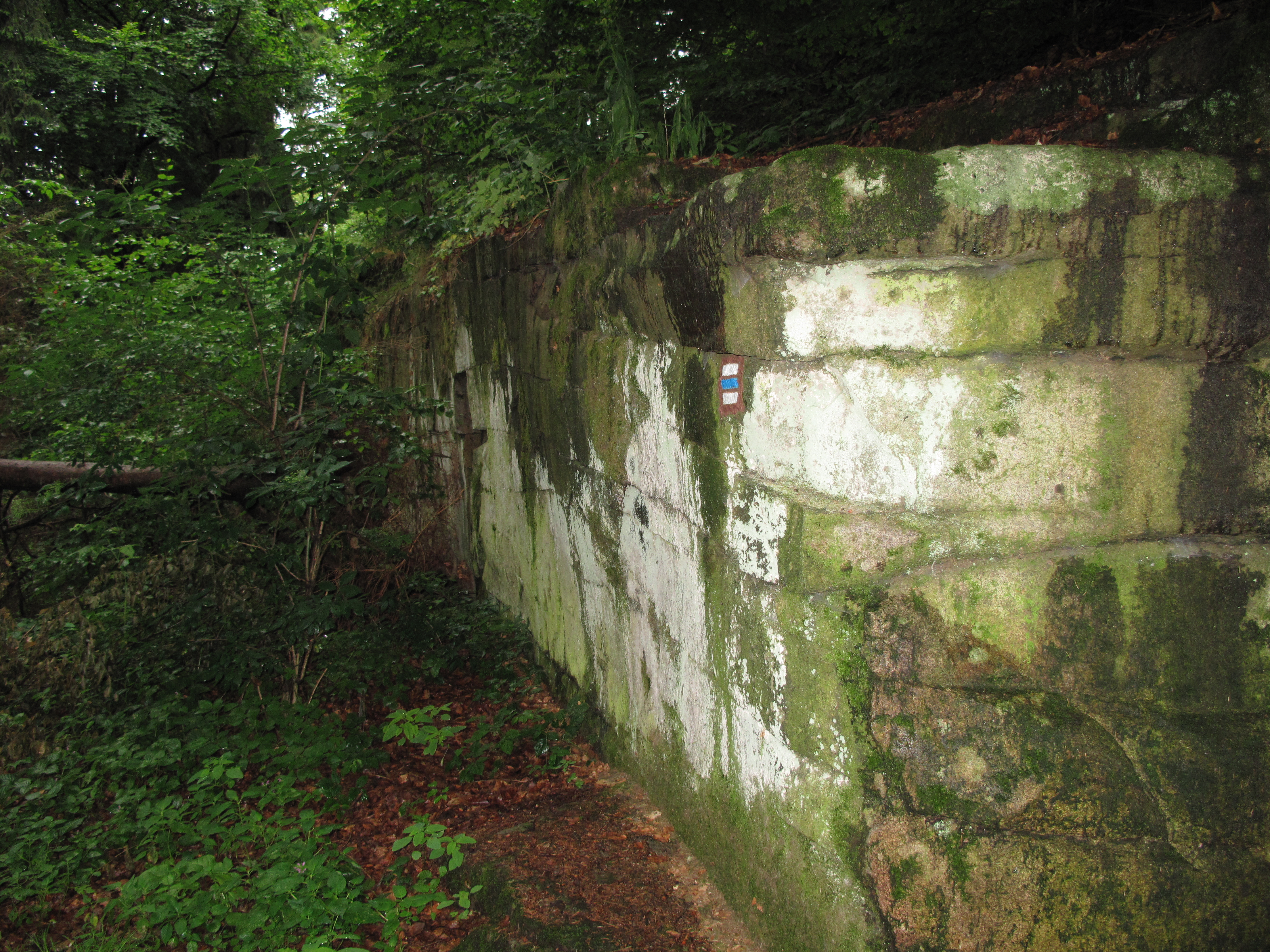
Skála
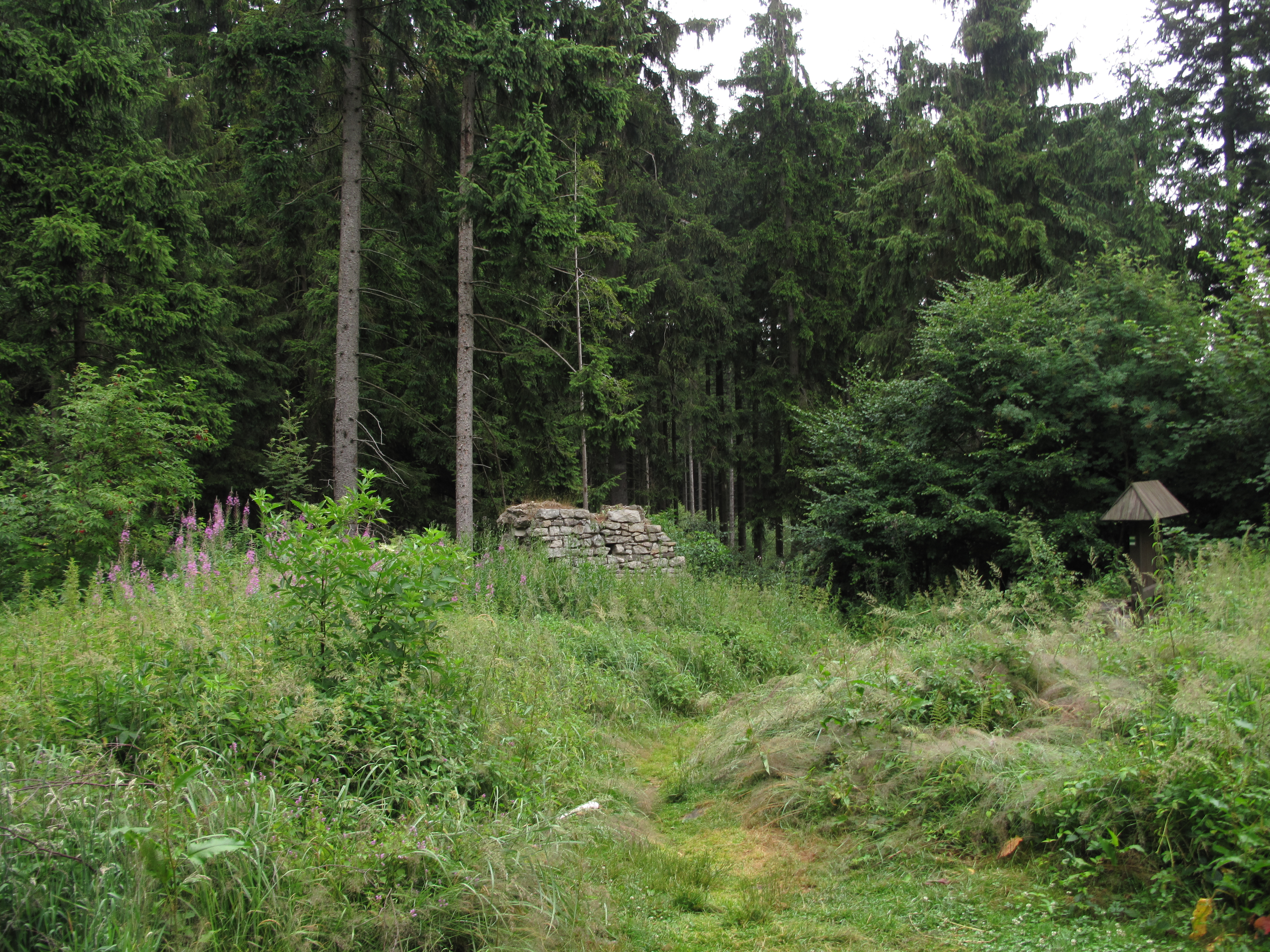
Zídka
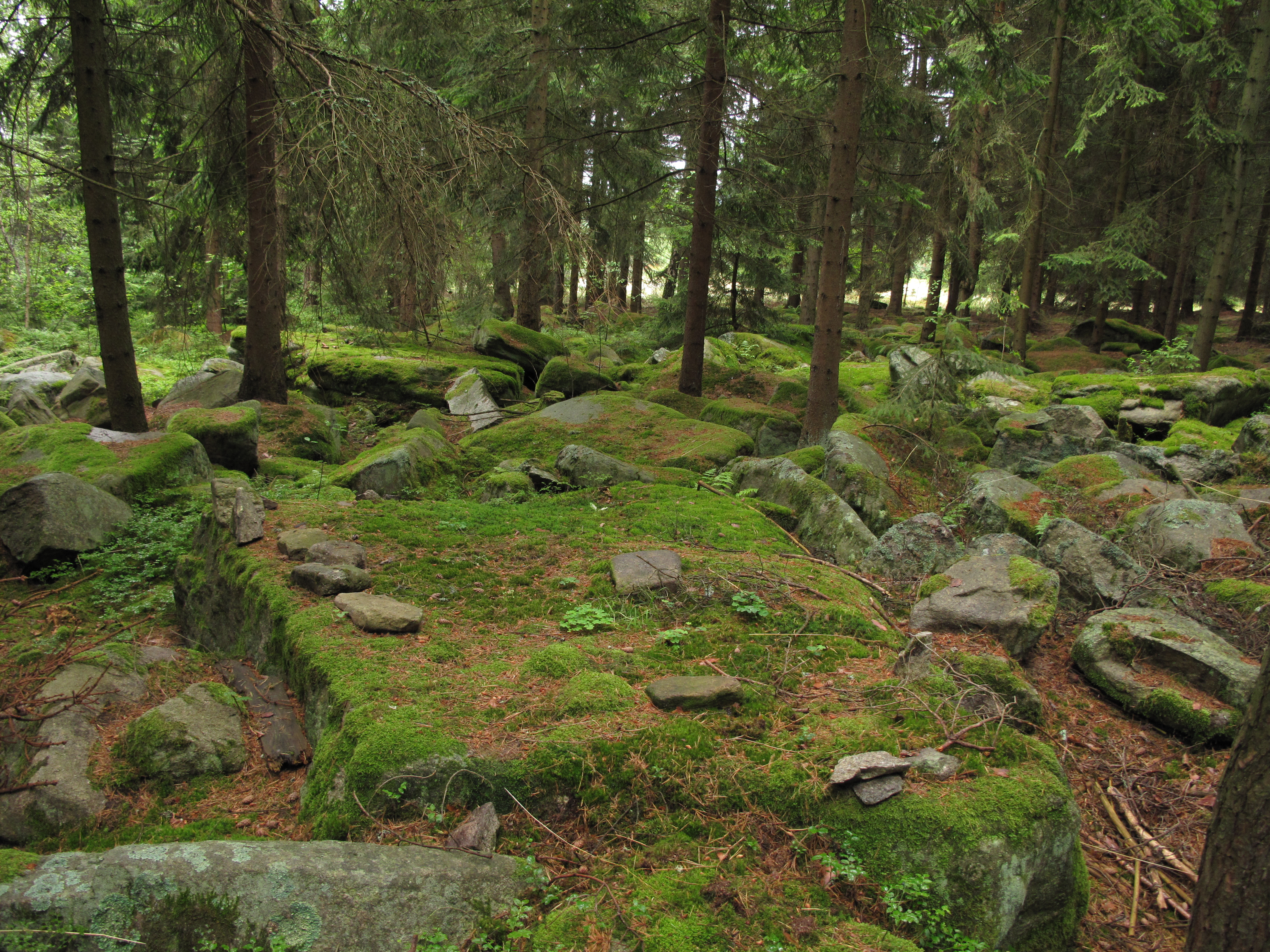
Kamenné moře